# Cappella Mediterranea
Cappella Mediterranea est un ensemble musical créé par le chef et claveciniste suisse-argentin Leonardo García-Alarcón en 2005, spécialisé dans la musique baroque, et plus particulièrement la musique baroque latine : italienne, espagnole et latino-américaine.

## Débuts
En 2005, aidé par le Centre culturel de rencontre d'Ambronay, Leonardo García-Alarcón forme avec quelques musiciens un ensemble qui prend le nom de "Cappella Mediterranea". En 2010, l'ensemble se fait remarquer à l'occasion de la redécouverte d'un oratorio de Michelangelo Falvetti, Il diluvio universale au Festival d'Ambronay. La même année, Leonardo García-Alarcón prend la direction artistique du Chœur de chambre de Namur qui se produit dès lors très régulièrement avec l'ensemble.

## Composition
L'ensemble est composé de musiciens indépendants, avec des formations variables en fonction des programmes joués : du récital à l'opéra, en passant par le madrigal, l'oratorio ou le motet. 
Parmi les musiciens les plus réguliers (notamment ceux qui constituent la basse continue), l'on peut citer Margaux Blanchard (viole de gambe), Mónica Pustilnik (luth, guitare baroque, archiluth), Quito Gato (théorbe, guitare baroque, percussions), Rodrigo Calveyra (cornet à bouquin, flûtes), Marie Bournisien (harpe), Ariel Rychter (clavecin, orgue positif), Jacopo Raffaele (clavecin, orgue positif), Juan Manuel Quintana (viole de gambe), Amandine Solano (violon), Stéphanie de Failly (violon), Eric Mathot (contrebasse).
L'ensemble collabore avec les meilleurs chanteurs baroques :  Mariana Flores, Valerio Contaldo, Sonya Yoncheva, Ana Quintans, Giuseppina Bridelli, Andreas Wolf, Alejandro Meerapfel, Julie Roset, etc.

## Productions lyriques
Après la recréation très remarquée de l’opéra Elena de Cavalli au Festival d’Aix-en-Provence en 2013, l’ensemble est l’invité des grandes scènes lyriques : le Grand Théâtre de Genève, l’Opéra national de Paris, l’Opéra national des Pays-Bas et l’Opéra Royal de Versailles, entre autres.
L’entrée en résidence de l’ensemble à l’Opéra de Dijon depuis 2018 a permis la production d’une série d’œuvres inédites comme El Prometeo d’Antonio Draghi, dont le troisième acte, perdu, a été recomposé par Leonardo García-Alarcón, La finta pazza de Francesco Sacrati en 2019, ou Il Palazzo incantato de Luigi Rossi en 2020.
L’ensemble participe au triomphe des Indes Galantes de Rameau, mis en scène par Clément Cogitore à l’Opéra Bastille, reconnue meilleure production 2019 au Palmarès Forum Opéra et par le New York Times.
En mars 2022, Cappella Mediterranea retrouve la fosse du Grand Théâtre de Genève pour une ambitieuse production d'Atys de Jean-Baptiste Lully, mise en scène par le chorégraphe Angelin Preljocaj. En juillet de la même année, l'ensemble est invité au Festival d'Aix-en-Provence pour la troisième fois (après Elena de Cavalli en 2013 et Erismena de Cavalli en 2017), pour jouer Le Couronnement de Poppée, dernier opéra de Monteverdi. Cette production, mise en scène par Ted Huffman et réunissant un jeune plateau vocal, est encensée par la critique,,. Par la suite, Le Couronnement de Poppée a été repris à Versailles et Valence (Espagne) en 2023, à Toulon en 2024 et à l'occasion d'une tournée à travers les Pays-Bas au printemps 2025. 
En 2024 est également joué Idomeneo, Re di Creta de Mozart au Grand Théâtre de Genève pour un spectacle chorégraphié et mis en scène par Sidi Larib Cherkaoui. La même année, l'ensemble s'associe à la chorégraphe allemande Sasha Waltz pour la production de la Passion selon saint Jean de Bach, qui a fait une apparition remarquée d'abord au Festival de Pâques de Salzbourg’ puis à l'Opéra de Dijon et au Théâtre des Champs-Élysées. 
En 2025, Leonardo García-Alarcón collabore à nouveau avec Bintou Dembélé et sa structure Rualité ainsi qu'avec le Chœur de Chambre de Namur dans le cadre de la création du concert chorégraphique Les Indes Galantes – De la voix des âmes, d'après l'opéra du même nom de Jean-Philippe Rameau. L'ensemble se produit alors à La Seine Musicale, au Teatro Real de Madrid’ et à l'Auditorium de Lyon au printemps, au festival Pulsations de Bordeaux et au festival de The Grange au Royaume-Uni durant l'été, et enfin à la Scala de Milan ainsi qu'au Theatro municipal de São Paulo à l'automne de cette même année.

## Enregistrements
- Maestros andaluces en nueva España, Almaviva, 2006
- Peter Philips, Motets & Madrigaux, Ambronay Éditions, 2008
- Barbara Strozzi, virtuosissima compositrice, Ambronay Éditions, 2009
- Purcell, Dido and Æneas, Ambronay Éditions, 2010
- Matheo Romero, Romerico Florido, Ricercar, 2010
- Falvetti, Il diluvio universale, Ambronay Éditions, 2011
- Zamponi, Ulisse all'isoladi Circe, Ricercar, 2012
- Sogno Barocco, avec Anne Sofie von Otter, Naïve, 2012
- Piazzolla-Monteverdi, Ambronay Éditions, 2012
- Carmina Latina, Ricercar, 2013
- Falvetti, Nabucco, Ambronay Éditions, 2013
- Monteverdi, Vespro della Beata Vergine, Ambronay Éditions, 2014
- Cipriano de Rore, Ancor che col partire, Ricercar, 2015
- Cavalli, Heroins of the venetian baroque, Ricercar, 2015
- Monteverdi, I 7 peccati capitali, Alpha, 2016
- Monteverdi, Lettera amorosa, Ricercar, 2018
- Arcadelt, Madrigali, chansons, motetti, Ricercar, 2018
- De vez en cuando la vida, Alpha, 2018
- El Prometeo, Antonio Draghi & Leonardo García-Alarcón, Alpha, 2020
- Rebirth, avec Sonya Yoncheva, Sony classical, 2021
- Lamenti & Sospiri, Sigismondo d'India, Ricercar, 2021
- L'Orfeo, Claudio Monteverdi, Alpha, 2021
- La Finta pazza, Francesco Sacrati, Label Château de Versailles Spectacles, 2022
- Amore Siciliano, Alpha, 2024
- Suite d'Armide ou Jérusalem Délivrée, Philippe d'Orléans, Label Château de Versailles Spectacles, 2025
- Atys, Jean-Baptiste Lully, coffret CD/DVD/Blu-Ray, Label Château de Versailles Spectacles, 2025